# توئسه
توئسه شهری در شهرستان توئسه در استان بازگا در بورکینافاسوی مرکزی است و جمعیت آن ۲۳۰۷ نفر است.